# Cendiuna
Cendiuna is een kevergeslacht uit de familie van de boktorren (Cerambycidae). De wetenschappelijke naam van het geslacht werd voor het eerst geldig gepubliceerd in 1991 door Galileo & Martins.

## Soorten
Cendiuna omvat de volgende soorten:
- Cendiuna auauna Galileo & Martins, 1998
- Cendiuna cendira Galileo & Martins, 1991
- Cendiuna pataiuna Galileo & Martins, 1991
- Cendiuna planipennis (Bates, 1881)
- Cendiuna puranga Galileo & Martins, 1991